# Oshimastarr
Oshimastarr (Carex oshimensis) är en halvgräsart som beskrevs av Takenoshin Nakai. Carex oshimensis ingår i släktet starrar, och familjen halvgräs. Inga underarter finns listade i Catalogue of Life.
Sort
- 'Evergold', syn. 'Aureo-variegata', 'Everbrite', 'Old Gold', 'Variegata': vitgul dekorativ rand på bladen'[1]
- 'Gold Strike': markerad gräddgul mitt på bladen[1]